# Psammophis mossambicus
Espèce
Synonymes
- Psammophis sibilans var. mossambica Peters, 1882
- Psammophis sibilans var. tettensis Peters, 1882
- Psammophis thomasi Gough, 1908

Psammophis mossambicus est une espèce de serpents de la famille des Lamprophiidae.

## Répartition
Cette espèce se rencontre :
- dans la province de Katanga en République démocratique du Congo ;
- au Zimbabwe ;
- au Mozambique ;
- en Zambie ;
- au Botswana.

## Publication originale
- Peters, 1882 : Naturwissenschaftliche Reise nach Mossambique auf Befehl seiner Majestät des Königs Friedrich Wilhelm IV. in den Jahren 1842 bis 1848 ausgeführt von Wilhelm C. Peters. Zoologie III. Amphibien, Berlin (Reimer), p. 1-191 (texte intégral).